# Liếm âm hộ

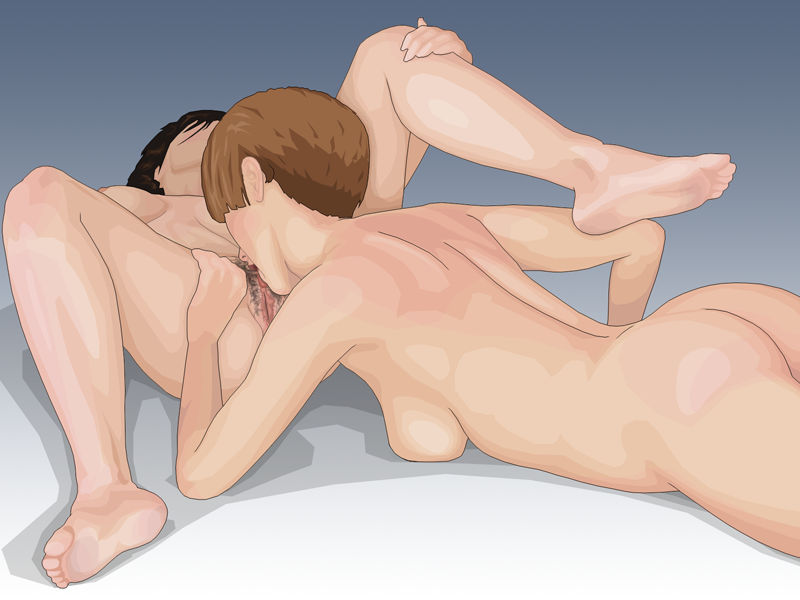
Một phụ nữ liếm âm hộ một phụ nữ khác

Liếm âm hộ hay còn gọi là vét máng là một hành vi làm tình bằng miệng được thực hiện trên cơ quan sinh dục của phụ nữ (âm vật, các bộ phận khác của âm hộ hoặc âm đạo). Âm vật là bộ phận nhạy cảm về tình dục nhất của bộ phận sinh dục nữ, sự kích thích nó có thể dẫn đến phụ nữ bị kích thích tình dục hoặc đạt cực khoái.
Liếm âm hộ có thể gây kích thích tình dục cho người tham gia và có thể được một bạn tình thực hiện như khúc dạo đầu để tạo ra khoái cảm tình dục trước các hoạt động tình dục khác (như giao hợp qua âm đạo hoặc qua hậu môn) hoặc như hành động khiêu dâm và tạo cảm giác gần gũi. Giống như hầu hết các hình thức hoạt động tình dục, hành vi này có thể là một nguy cơ lây nhiễm các bệnh lây truyền qua đường tình dục (STIs/STDs). Tuy nhiên, nguy cơ lây truyền qua đường miệng, đặc biệt là lây truyền HIV thấp hơn đáng kể so với quan hệ tình dục qua âm đạo hoặc hậu môn.
Tình dục bằng miệng thường được coi là điều cấm kỵ, nhưng hầu hết các quốc gia không có luật cấm việc này. Thông thường, các cặp đôi dị tính không coi việc liếm âm hộ làm mất trinh của một trong hai người bạn đời, trong khi các cặp đồng tính nữ thường coi nó là một hình thức mất trinh. Một số người cũng có thể có những cảm giác tiêu cực hoặc những ức chế tình dục về việc cho hoặc nhận việc liếm âm hộ hoặc có thể từ chối tham gia.

## Thực hiện

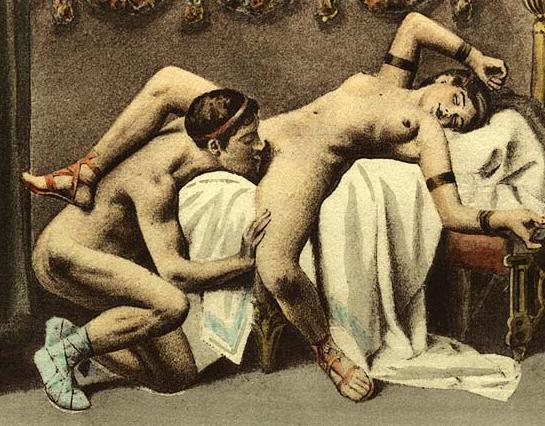
Tranh của Édouard-Henri Avril mô tả việc liếm âm hộ khi phụ nữ dạng chân hết cỡ.

Các số liệu thống kê nói chung cho thấy 70-80% phụ nữ đòi hỏi kích thích âm vật trực tiếp thì mới đạt cực khoái. Nghiên cứu của Shere Hite về tình dục của phụ nữ nói chung cho thấy hầu hết phụ nữ đều có thể đạt được cực khoái bằng cách kích thích trực tiếp vào âm vật (bao gồm cả việc kích thích các bộ phận bên ngoài của âm hộ bên cạnh âm vật).
Một người thực hiện liếm âm hộ được gọi là người cho và người kia là người nhận. Trong suốt quá trình hoạt động, người nữ nhận có thể dùng ngón tay để mở rộng môi lớn âm đạo để cho lưỡi của bạn tình kích thích âm vật tốt hơn, hoặc phụ nữ có thể vạch môi lớn ra cho bạn tình dễ dàng liếm. Việc dạng chân cũng sẽ mở rộng âm hộ để liếm thuận tiện hơn.
Một số sách dạy tình dục đề nghị bắt đầu với sự kích thích nhẹ nhàng, ít tập trung hơn vào vùng âm hộ và vùng bộ phận sinh dục nói chung, với việc sử dụng đầu lưỡi, lưỡi, mũi, cằm, răng và môi để kích thích xung quanh âm vật. Chuyển động có thể chậm hoặc nhanh, thường xuyên hoặc thất thường, thô ráp hoặc mềm mại, tùy theo sở thích của hai người. Có thể dùng lưỡi thọt vào âm đạo, hoặc là nằm hẳn bên trong hoặc di chuyển qua lại. Người liếm cũng có thể tạo ra rung động kích thích bằng cách dùng miệng thổi.
Liếm âm hộ có thể được kèm theo bằng việc dùng ngón tay kích thích âm đạo hoặc hậu môn, hoặc bằng cách sử dụng đồ chơi tình dục nhằm thâm nhập âm đạo, mục tiêu có thể là kích thích vùng điểm G.
Phụ nữ nên thực hiện vệ sinh cá nhân trước khi thực hiện quan hệ tình dục bằng miệng, vì vệ sinh kém có thể dẫn đến mùi hôi, tích tụ mồ hôi và chất cặn nhỏ (như vụn vải, nước tiểu hoặc máu kinh nguyệt) làm bạn tình có thể cảm thấy khó chịu. Một số phụ nữ cạo hoặc cắt lông mu, điều này có thể làm tăng thêm thiện cảm tình dục khi được liếm âm hộ.
Việc tự liếm âm hộ được thực hiện bởi một phụ nữ trên chính họ, là có thể, nhưng chỉ dành cho những phụ nữ có khung xương linh hoạt cao, giới hạn chỉ cho những người chuyên tập uốn dẻo.

## Rủi ro sức khỏe

### Viêm nhiễm qua đường tình dục
Bệnh chlamydia, bệnh nhiễm virus papilloma ở người (HPV), lậu mủ, mụn rộp, viêm gan (nhiều loại) và các bệnh lây truyền qua đường tình dục (STIs/STDs), có thể lây nhiễm thông qua tình dục bằng miệng. Bất kỳ trao đổi dịch tình dục nào với một người nhiễm HIV, virus tạo ra bệnh AIDS, đều có rủi ro lây bệnh. Tuy nhiên, nguy cơ nhiễm bệnh lây truyền qua tình dục thường được coi là thấp hơn đáng kể khi quan hệ tình dục bằng miệng so với quan hệ tình dục qua âm đạo hoặc qua hậu môn, với lây truyền HIV được coi là nguy cơ thấp nhất khi thực hiện tình dục bằng miệng. Hơn nữa, nguy cơ lây truyền HIV thông qua việc liếm âm hộ là thấp hơn so với nguy cơ liên quan đến việc liếm dương vật, quan hệ tình dục qua đường âm đạo hoặc qua đường hậu môn.
Có nguy cơ gia tăng nguy cơ mắc bệnh lây truyền qua đường tình dục nếu người liếm âm hộ tiếp xúc với vết thương trên âm hộ của bạn tình, hoặc nếu người liếm âm hộ có vết thương hoặc vết loét trên miệng hoặc trong miệng hoặc bị chảy máu nướu răng. Đánh răng, dùng chỉ nha khoa cọ răng, súc miệng trước hoặc sau khi liếm âm hộ cũng có thể làm tăng nguy cơ lây truyền, bởi vì tất cả các hoạt động này có thể gây ra những vết xước nhỏ trong miệng. Những vết thương này, ngay cả khi chúng cực nhỏ, làm tăng khả năng mắc các bệnh lây truyền qua đường tình dục qua đường miệng. Sự tiếp xúc như vậy cũng có thể dẫn đến nhiều bệnh nhiễm trùng thường gặp hơn từ vi khuẩn và vi rút thông thường được tìm thấy trong và xung quanh vùng sinh dục và các dịch tiết ra từ đó. Do những yếu tố nói trên, các trang y tế khuyên nên sử dụng các phương pháp tình dục an toàn khi thực hiện liếm âm hộ hoặc được liếm trong khi làm tình với đối tác không rõ ràng về tình trạng bệnh tình dục của họ.

### HPV và liên hệ với việc ung thư lưỡi
Có báo cáo về sự liên hệ giữa ung thư lưỡi với những người nhiễm virus papilloma ở người. Một nghiên cứu năm 2005 cho thấy tình dục bằng miệng không có bảo vệ đối với một người bị nhiễm HPV có thể làm tăng nguy cơ ung thư lưỡi. Nghiên cứu cho thấy 36% bệnh nhân ung thư có HPV so với chỉ 1% của nhóm không HPV.
Một báo cáo năm 2007 cho thấy có hệ số tương quan giữa ung thư miệng và ung thư cổ họng. Người ta tin rằng điều này là do sự lây truyền của HPV, một loại virus đã được liên quan đến phần lớn các loại ung thư cổ tử cung và đã được phát hiện trong mô ung thư cổ họng trong nhiều nghiên cứu. Nghiên cứu kết luận rằng những người có từ một đến năm bạn tình đường miệng trong cuộc đời của họ có nguy cơ mắc ung thư họng gấp đôi so với những người không tham gia vào hoạt động này và những người có nhiều hơn 5 bạn tình đường miệng đã tăng nguy cơ lên tới 250 phần trăm.

## Quan niệm văn hóa và tôn giáo

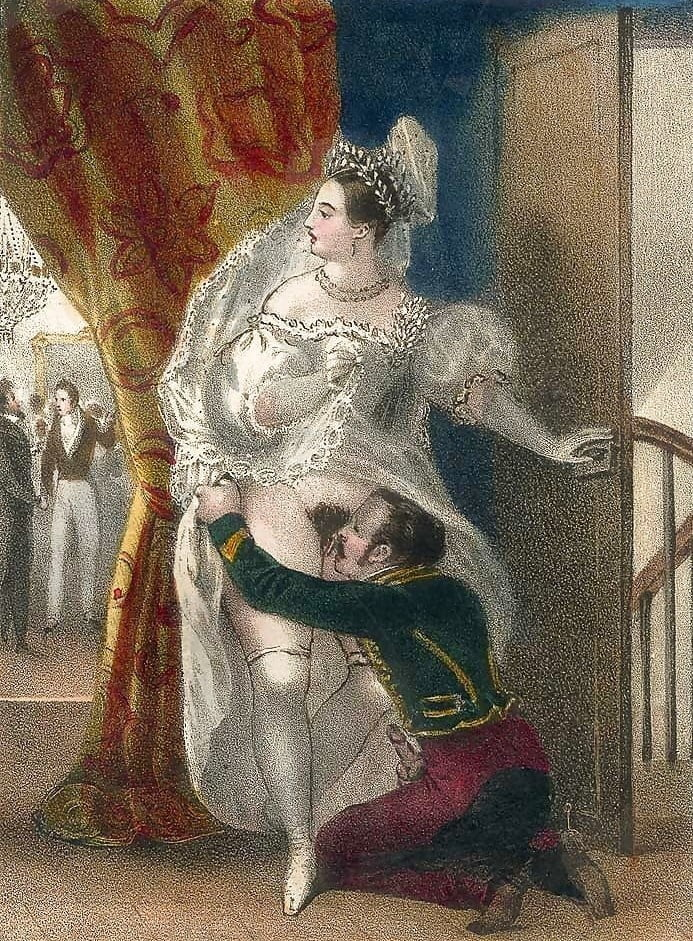
Một người đàn ông liếm âm hộ một phụ nữ tại một cuộc vui, tranh vẽ của họa sĩ Pháp Achille Devéria

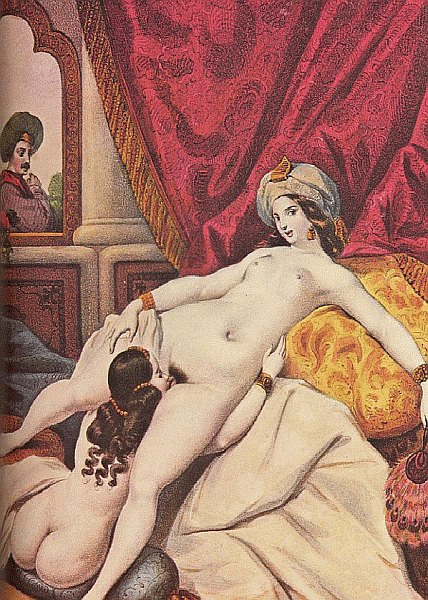
Một tranh mô tả liếm âm hộ theo phong cách Chủ nghĩa Phương Đông của Achille Devéria

Các quan điểm văn hóa về việc liếm âm hộ dao động từ sự ác cảm đến việc đánh giá cao. Nó đã được coi là cấm kỵ hoặc là chuyện không nên làm ở nhiều nền văn hóa và các vùng của thế giới. Trong Lão giáo ở Trung Quốc, việc liếm âm hộ được tôn sùng như là một thực hành tâm linh mà được cho là có thể nâng cao tuổi thọ. Trong văn hóa phương Tây hiện đại, việc liếm âm hộ là rất phổ biến và được thanh thiếu niên và người lớn thực hiện rộng rãi.
Một số người đưa ra nhiều lý do khác nhau cho sự không thích hoặc miễn cưỡng về việc liếm âm hộ của bạn tình, hoặc việc được bạn tình liếm âm hộ của mình. Một số người coi việc liếm âm hộ và các hình thức khác của tình dục bằng miệng như là điều không tự nhiên bởi vì các kiểu tình dục này không dẫn đến việc có con. Một số nền văn hóa gắn biểu tượng vào các bộ phận khác nhau của cơ thể, khiến một số người tin rằng việc liếm âm hộ là việc làm bẩn thỉu hoặc nhục nhã.
Mặc dù mọi người thường cho rằng những hành vi tình dục đồng giới có liên quan tới việc liếm âm hộ đối với tất cả phụ nữ có quan hệ tình dục với phụ nữ, nhưng một số phụ nữ đồng tính nữ hay lưỡng tính không thích việc liếm âm hộ do không thích trải nghiệm này hoặc do các yếu tố tâm lý hoặc xã hội, chẳng hạn như coi việc này là không sạch sẽ. Những phụ nữ đồng tính nữ hoặc lưỡng tính khác lại tin rằng việc liếm âm hộ là điều cần thiết hoặc là hành vi tình dục đồng tính nữ chủ yếu. Các cặp đôi đồng tính nữ có khả năng coi sự không thích của người phụ nữ đối với việc liếm âm hộ là một vấn đề nhiều hơn so với các cặp vợ chồng dị tính, và thường thì họ tìm cách trị liệu tâm lý để vượt qua những ức chế tình dục liên quan đến việc này.
Tình dục bằng miệng cũng thường được sử dụng như một cách để bảo vệ trinh tiết, đặc biệt là trong các cặp tình dục khác giới; điều này đôi khi được gọi là trinh tiết kỹ thuật (bao gồm cả tình dục qua đường hậu môn, thủ dâm cho nhau và các hành vi tình dục không xâm nhập khác, nhưng loại trừ tình dục giữa dương vật và âm đạo). Khái niệm "trinh tiết kỹ thuật" hoặc kiêng cữ tình dục bằng cách thực hiện quan hệ tình dục bằng miệng đặc biệt phổ biến ở các thanh thiếu niên, những người có thể sử dụng quan hệ tình dục bằng miệng để tạo ra và duy trì sự thân mật trong khi tránh mang thai. Ngược lại, các cặp đồng tính nữ thường coi tình dục bằng miệng hoặc dùng ngón tay kích thích là sự mất trinh, mặc dù các định nghĩa về sự mất trinh cũng khác nhau giữa những người đồng tính nữ.

### Đạo Hindu
Nhà sử học tôn giáo Mircea Eliade nói về mong muốn vượt qua tuổi già và cái chết, và đạt được một trạng thái Niết bàn, trong việc thực hành yoga tantra của đạo Hindu. Trong yoga tantra, sự duy trì và hấp thu các chất dịch chứa sinh khí của con người cũng được nhấn mạnh và các văn bản tiếng Phạn cho rằng người nam cần hạn chế tiết tinh dịch để thoát khỏi quy luật của thời gian và cái chết.

### Lão giáo
Liếm âm hộ được đánh giá rất cao trong Lão giáo. Hành động liếm âm hộ được cho là làm gia tăng tuổi thọ; việc mất tinh dịch, dịch âm đạo và các chất lỏng trong cơ thể khác được cho là làm giảm thọ. Ngược lại, bằng việc giữ tinh dịch hoặc nuốt các chất tiết ra từ âm đạo, nam và nữ có thể bảo tồn và tăng cường khí lực của họ (bế tinh dưỡng khí).
Theo Philip Rawson, những phép ẩn dụ nửa thơ mộng, nửa dược liệu này giải thích sự phổ biến của việc liếm âm hộ: "Liếm âm hộ là một phương pháp tuyệt vời để tiếp thu chất dịch mang nữ tính quý giá". Nhưng lý tưởng Đạo giáo không chỉ là về việc nam giới được làm giàu bằng dịch tiết của nữ giới; người phụ nữ cũng được hưởng lợi từ tương tác với người đàn ông, một đặc điểm đã khiến nhà tội lỗi học Kristofer Schipper tố cáo cuốn cẩm nang cổ xưa về "Nghệ thuật phòng ngủ" như một "loại ma cà rồng nam giới được tôn vinh" không thực sự hoàn toàn là Đạo giáo. Lý tưởng nhất, bằng cách trộn lẫn các chất dịch của cả nam và nữ, Đạo giáo có ý thức hòa giải các mặt đối lập và phục hồi thời điểm thần thoại tồn tại trước khi con người phân chia giới tính, thời gian nguyên thủy của khí thuở ban đầu.